# Orda conquistatrice
Orda conquistatrice (The Conquering Horde)  è un film del 1931 diretto da Edward Sloman.

## Produzione
Il film fu prodotto dalla Paramount Pictures

## Distribuzione
Distribuito dalla Paramount Pictures, uscì nelle sale cinematografiche USA il 1º marzo 1931. In Italia, distribuito dalla Paramount in una versione di 2.133 metri, ottenne il visto di censura 26932 del 31 dicembre 1931 che ne approvava la visione con riserva e ne condizionava l'uscita con la nota "Togliere ogni scena dialogata o comunque parlata in lingua straniera".